# Tushonka

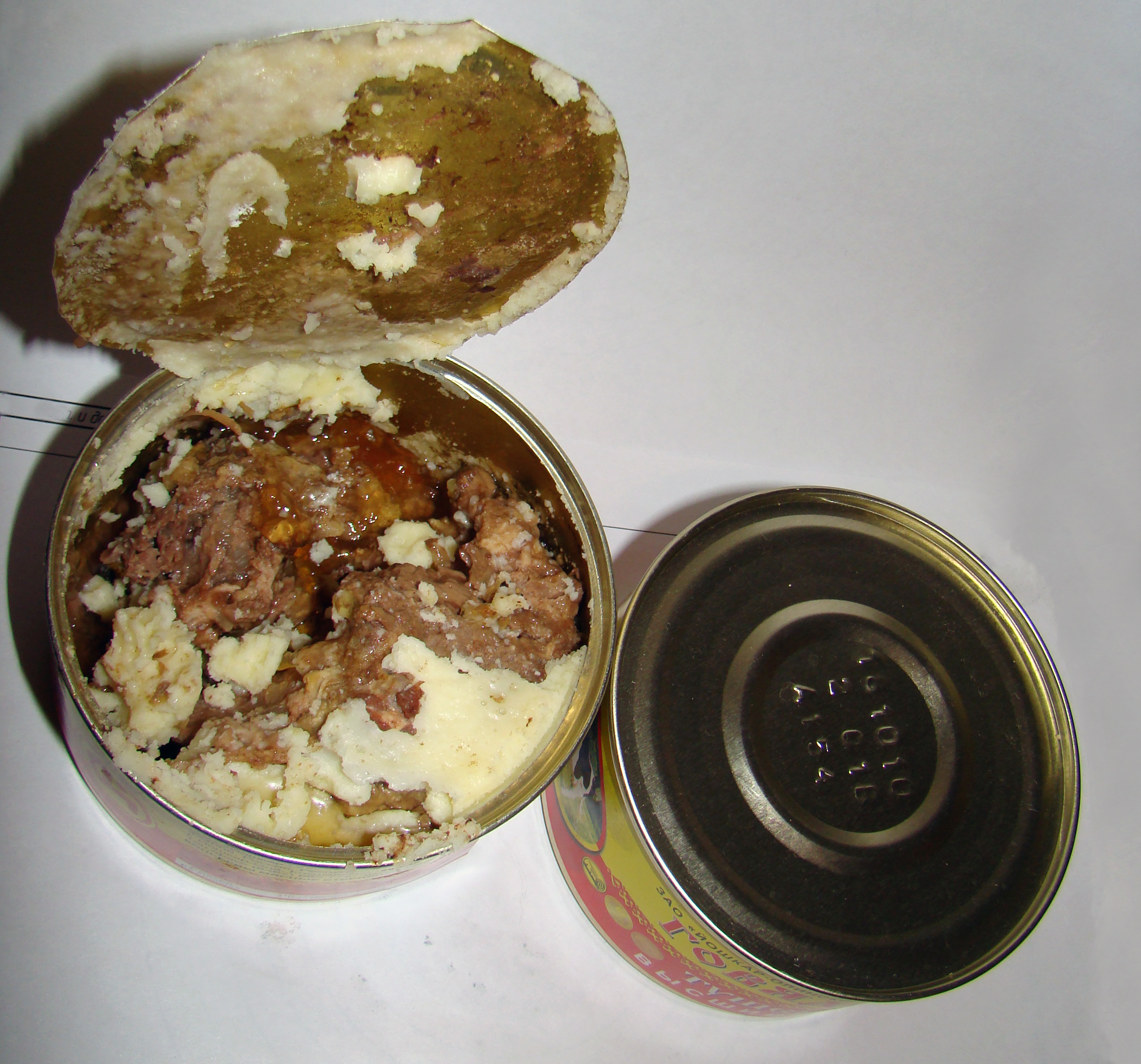
Thịt bò hầm, AN 5284-84

Tushonka (tiếng Nga: тушёнка, IPA: [tʊˈʂonkə], từ тушение — 'hầm') là một loại thịt hầm đóng hộp phổ biến ở Nga và các nước Đông Âu khác. Nó đã trở thành tên gọi chung cho các loại thịt hầm đóng hộp.
Tushonka có thể được sử dụng và bảo quản trong trường hợp khắc nghiệt, và vì vậy đã trở thành một phần của thực phẩm quân sự cung cấp trong CIS. Đối với người dân Liên Xô, Tushonka là một phần của nguồn cung cấp thực phẩm cho quân đội, và du lịch, tại một số khoảng thời gian khó khăn, nó chỉ có thể được mua bằng tem phiếu.